# 刘易斯岛

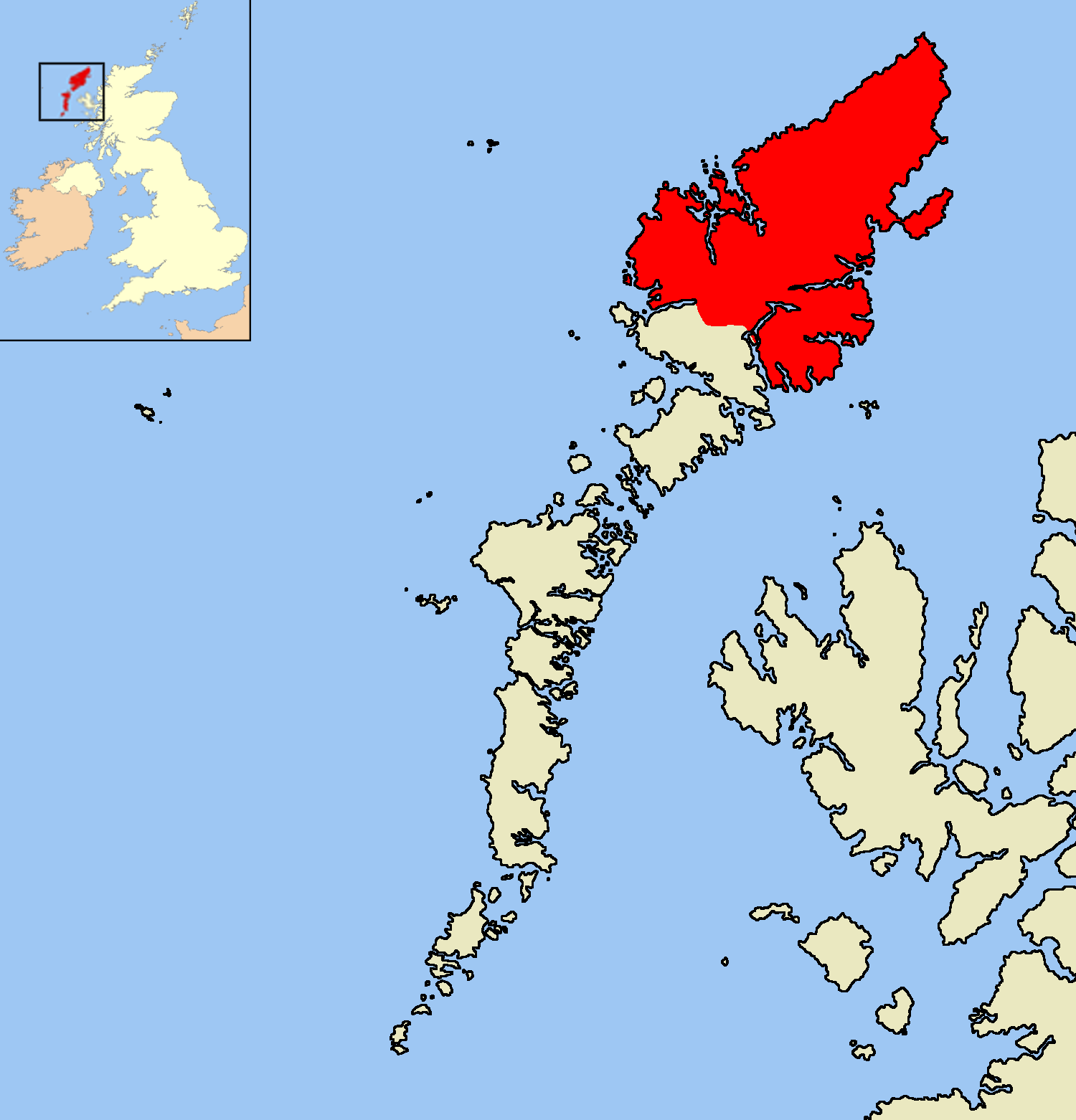
位置圖

刘易斯岛（英語：Lewis）是苏格兰外赫布里底群岛中最大岛屿刘易斯和哈里斯岛的北部。
刘易斯是刘易斯和哈里斯岛中海拔较低的部分，另一部分——哈里斯岛山地较多。刘易斯的土地较为平坦且肥沃，故它包括了整个刘易斯和哈里斯岛四分之三的人口，并包含整个岛唯一的小镇斯托诺韦。人類從5000年前就已經在這裡定居、務農、漁獵與營建。在人类定居之前，岛上就有包括金雕、马鹿和海豹在内的丰富的动植物种群。
刘易斯曾是曼恩王国的一部分，长老教会在岛上有着很长历史。
劉易斯島上的卡拉尼什巨石陣，可能在大金字塔完成前就已經豎立好。外圍的巨石約3.5公尺高，中央的巨石約4.5公尺高。這個直徑13公尺的圓環與遠在南方的史前巨石柱群類似，都是方圓數公里內均看得到的重要儀式中心。